# Черпаков, Пётр Васильевич
Пётр Васильевич Черпаков (Пустой шаблон {{ВД-Преамбула}} ) — советский хозяйственный и государственный деятель, лауреат Государственной премии СССР за выдающиеся достижения в труде. Член КПСС.
Почётный гражданин города Назарово.

## Биография
Родился в 1932 году в Ужурском районе Красноярского края.
Окончил Назаровскую вечернюю школу рабочей молодежи.
В 1948—1951 — бухгалтер транспортного парка Андроновской МТС Красноярского края.
В 1951—1955 — военнослужащий Советской армии.
В 1955—1961 — бухгалтер МТС, бухгалтер Назаровского разрезоуправления.
В 1961—1964 — нижний рабочий вскрышного участка, в 1964—1992 — машинист роторного экскаватора Назаровского разрезоуправления комбината «Назаровоуголь».
В 1977 году представлял СССР на Международном конкурсе стран-членов СЭВ, где проводилось командное соревнование по лучшему рациональному управлению роторным экскаватором. Пётр Васильевич занял второе место в своей команде, в целом СССР — первое.
За высокую эффективность и качество работы при добыче угля и нефти был в составе коллектива удостоен Государственной премии СССР за выдающиеся достижения в труде 1979 года.
Жил в Назарове. Скончался на 89-м году жизни в августе 2020 года.

## Награды
- Орден Ленина
- Орден Трудового Красного Знамени